# Conrad II de Czersk
Pour les articles homonymes, voir Conrad II.
 (août 2024).
Si vous disposez d'ouvrages ou d'articles de référence ou si vous connaissez des sites web de qualité traitant du thème abordé ici, merci de compléter l'article en donnant les références utiles à sa vérifiabilité et en les liant à la section « Notes et références ».
Conrad II de Czersk (ou Conrad II de Mazovie, en polonais Konrad II Czerski), de la dynastie des Piasts, est né vers 1250 et mort le 11 octobre 1294. Il est le fils aîné de Siemovit Ier de Mazovie et de Perejesława, la fille de Daniel de Galicie.
Il a été duc de Mazovie (1264-1275), duc de Czersk après avoir cédé une partie de la Mazovie à son frère Boleslas II de Mazovie en 1275, duc de Sandomierz (en 1289).

## Captivité en Lituanie
Conrad apparaît dans l’histoire en 1262, lorsque les Lituaniens du grand-duc Treniota lancent une offensive de grande envergure contre le duché de Mazovie. Lui et son père se sont fait encercler dans le petit fort de Jazdów. Siemovit Ier de Mazovie est tué lors de l’assaut lituanien, Conrad est fait prisonnier par les Lituaniens.
Siemovit étant mort, Conrad étant prisonnier des Lituaniens et son frère Boleslas étant trop jeune pour régner, la régence du duché de Mazovie est assurée par Boleslas le Pieux, le duc de Grande-Pologne, et par Perejesława, la mère de Conrad. Après deux années de captivité en Lituanie, Conrad II revient en Mazovie et prend la succession de son père. 

## Duc de Mazovie
Sur le plan de la politique étrangère, il continue à suivre la ligne de son père, en coopérant étroitement avec Boleslas V le Vertueux (duc de Petite Pologne), Lech II le Noir (duc de Sieradz) et Boleslas le Pieux (duc de Grande-Pologne). Il se bat aux côtés des Hongrois dans la guerre qui les oppose à la Bohême. En 1271, il participe notamment à l’expédition punitive de la coalition prohongroise contre Henri IV le Juste, le duc de Wrocław, pour empêcher celui-ci d’apporter un soutien à la Bohême. Deux ans plus tard, la même coalition s’attaque à Ladislas d’Opole, qui voulait profiter de la guerre entre la Hongrie et la Bohême pour jouer sa propre carte, et s’emparer du trône de Cracovie.

## Duc de Czersk
En 1275, lorsque son frère atteint l’âge de la majorité, il doit partager la Mazovie avec lui. Il lui cède le duché de Płock et ne conserve que le duché de Czersk. Ce partage de satisfait pas Boleslas et un conflit de longue durée s’ouvre entre les deux frères.
Lorsque Boleslas V le Vertueux décède le 7 décembre 1279, son héritier Lech II le Noir lui succède. La guerre civile en Mazovie empêche Conrad de revendiquer le trône de Cracovie. Cela ne l’empêche pas de rejoindre le camp des opposants au duc de Cracovie et de Sandomierz.

## Lutte pour le trône de Cracovie et de Sandomierz
En 1282, Conrad lance une attaque contre Lech II le Noir qui se solde par un fiasco, l’armée de Conrad ne réussissant qu’à s’emparer brièvement de Radom et de Sandomierz. En 1285, Conrad II de Czersk est mieux préparé à la guerre. Dans une action concertée avec les nobles qui s’opposent à Lech II le Noir, il envahit la Petite Pologne, obligeant le duc de Cracovie à se réfugier en Hongrie. Cependant, il ne réussit pas à s’emparer du Wawel, défendu par des fidèles de Lech. La bataille décisive a lieu le 3 mai 1285. Avec l’aide des Hongrois, Lech écrasent les opposants. Conrad doit s’enfuir et trouve refuge à Czersk. 
La mort de Lech II le Noir, le 30 septembre 1288, offre une nouvelle possibilité à Conrad de monter sur le trône de Cracovie. Celui-ci séjourne en Ruthénie, chez son allié Vladimir de Galicie dont il sollicite l’aide. Il doit faire face à d’autres candidats au trône: Henri IV le Juste, le duc de Wrocław, et son propre frère Boleslas. Néanmoins, Conrad ne renonce pas. En 1289, lorsque la balance semble pencher en faveur d’Henri IV le Juste, il conclut un accord avec son frère Boleslas. Les termes exacts de cet accord ne nous sont pas connus. Probablement qu’en échange de l’abdication de Conrad du trône de Cracovie, Boleslas accepterait le partage de la Mazovie tel qu’il a été fait en 1275 et laisserait Conrad régner sur Sandomierz. Cet accord ne se concrétise pas. Malgré la victoire de Boleslas II sur Henri IV le Juste (Bataille de Siewierz), Conrad II est écarté du trône de Sandomierz par Ladislas Ier le Bref.

## Décès et descendance
Conrad II de Czersk décède le 11 octobre 1294 et est inhumé à Warka. Sa famille passe sous la protection de Boleslas II de Mazovie, contre qui il avait lutté toute sa vie. Vers 1270, Conrad avait épousé Hedwige, la sœur de Boleslas II le Chauve, avec qui il a eu une fille prénommée Anne, qui a épousé le duc Przemyslaw de Racibórz.